# Flag-Smasher
Flag-Smasher (en español: Sin Bandera) es el nombre utilizado por dos supervillanos, uno suizo y otro canadiense, que aparecen en los cómics estadounidenses publicados por Marvel Comics: El suizo llamado Karl Morgenthau y el canadiense llamado Guy Thierrault. El primero era a menudo un enemigo del Capitán América y de otros adversarios que incluyen a Punisher, Caballero Luna, Ghost Rider, los Runaways, los Liberteens y Deadpool.
Un grupo llamado Flag Smashers apareció en la serie de Disney+ del Universo cinematográfico de Marvel The Falcon and the Winter Soldier (2021), liderados por una encarnación femenina de Karl Morgenthau, rebautizada como Karli Morgenthau e interpretada por Erin Kellyman.

## Concepto y creación
Mark Gruenwald creó Flag-Smasher como un personaje en la tradición del Cráneo Rojo: un villano con un aspecto simbólico que lo convertiría en un némesis específicamente para el Capitán América. Mientras que el Cráneo Rojo simboliza el nazismo, Flag-Smasher simboliza el antipatriotismo. El personaje apareció por primera vez en Captain America # 312 (diciembre de 1985).

## Biografía ficticia

### Karl Morgenthau
El primer Flag-Smasher nació como Karl Morgenthau, hijo de un rico banquero suizo convertido en diplomático, en Berna, Suiza. Quería seguir los pasos de su padre y convertirse en diplomático hasta que su padre murió pisoteado en un motín en una embajada de Latveria. Llegó a creer que la humanidad necesitaba acabar con el concepto de país y nacionalismo que hacía que las personas se sintieran superiores a las de distintas nacionalidades.
El Flag-Smasher utilizó el terrorismo para difundir el sentimiento antinacionalista. Llevó a cabo una campaña terrorista de un solo hombre en la ciudad de Nueva York contra los símbolos nacionalistas, manteniendo a cientos como rehenes hasta que el Capitán América lo capturó. Estableciendo una sociedad que llamó ULTIMATUM, cuyo nombre era un acrónimo de «El Ejército Móvil Totalmente Integrado, Liberado y Subterráneo para Unir a la Humanidad», la convirtió en una organización terrorista antinacionalista y se convirtió en su Comandante Supremo. Con ULTIMATUM, secuestró un avión estadounidense, mantuvo a sus pasajeros como rehenes y exigió la rendición del Capitán América, quien unió fuerzas con S.H.I.E.L.D. para frustrar su plan. Por su parte, cuando se enfrenta al supervillano, el Capitán América intenta persuadir a Flag-Smasher de que si bien sus métodos violentos son inaceptables, su objetivo general de paz y cooperación mundial es loable y debe promoverlo siendo un ejemplo positivo, pero el fanático se niega a escuchar y tiene que ser sometido por la fuerza.
Más tarde, Flag-Smasher se enteró de que Red Skull había estado financiando ULTIMATUM. Sobreviviendo a los intentos de asesinato que ULTIMATUM hizo contra él, capturó al Capitán América más reciente, John Walker. El Flag-Smasher luego se asoció a regañadientes con el Capitán América, Battle Star y Hombre Demolición para frustrar un plan ULTIMATUM para desencadenar un pulso electromagnético mundial que habría inutilizado toda la maquinaria operada eléctricamente, sintiendo que completar tal operación con fondos proporcionados por un símbolo nacional como Red Skull habría comprometido su propia integridad.
Flag-Smasher nuevamente se convirtió en jefe de ULTIMATUM e intentó suministrar armamento a los subversivos estadounidenses, pero fue frustrado por Caballero Luna y Punisher. Luego hizo un nuevo intento de crear la anarquía en los Estados Unidos mediante la distribución de armas a los descontentos, pero esta vez, Punisher y Ghost Rider frustraron su plan.
El Flag-Smasher más tarde capturó a un amnésico Hombre Demolición, pero durante una batalla con el agente estadounidense, cayó al Océano Ártico. Roxxon Oil lo convirtió en un berserker con fuerza sobrehumana. Sin embargo, más tarde perdió esos poderes.
El Flag-Smasher fue instalado como gobernante de Rumekistan por el V-Batallón como un compromiso entre poderes. Más tarde se reveló que el Flag-Smasher supuestamente había sido asesinado por Domino como parte de una serie de eventos que instalaron a Cable como líder de esa nación.

### Guy Thierrault
Tras el aparente asesinato del Flag-Smasher original, el agente canadiense de ULTIMATUM Guy Thierrault asumió el papel de continuar la propagación de la agenda antinacionalista. Durante el arco de la historia de Civil War, atacó el Mercado de Granjeros de Santa Mónica para mostrar su oposición a la Ley de Registro de Superhumanos, pero los Runaways lo derrotaron.
Posteriormente se describió una pelea entre el Flag-Smasher y Araña. El segundo Flag-Smasher golpeó a Araña con su maza, pero Spider-Man luego lo derrotó. A continuación se le mostró siendo descrito como el nuevo Flag-Smasher.
Después de esto, se le vio luchando contra Liberteens, pero fue derrotado y encarcelado. El Flag-Smasher luego regresó y lanzó un ataque a un restaurante de Nueva York, donde Nomad (nombre real Rikki Barnes) estaba charlando con su amigo John. La explosión hizo que John se lastimara, y Rikki rápidamente se puso su nuevo uniforme de Nomad para luchar contra el Flag-Smasher, que ahora vestía un traje similar al Flag-Smasher original. Falcon y su «compañero» Redwing ayudaron a Nomad a derrotar al Flag-Smasher, quien fue nuevamente arrestado y encarcelado.
El Flag-Smasher más tarde secuestró a un banquero del Medio Oriente, pero fue confrontado por el nuevo Venom, Flash Thompson. Venom luego sucumbió a las tendencias asesinas de su simbionte. Después de matar a las cohortes del Flag-Smasher, luego mordió el brazo derecho del Flag-Smasher.
Después de un ULTIMATUM Helicarrier fue infiltrado y muchos de sus miembros fueron asesinados por Deadpool, el Flag-Smasher enfrentó, y fue derrotado por, Deadpool, que él y sus seguidores le ordenó permanecer lejos de la Merc y su hija.
El Flag-Smasher fue aparentemente asesinado más tarde por otro miembro de ULTIMATUM llamado Carl, quien luego asumió la identidad para lograr una venganza contra Deadpool.
Finalmente, este Flag-Smasher aparentemente fue asesinado, al igual que todas las fuerzas de ULTIMATUM, después de que atacaron a Deadpool por última vez, aparentemente acabando con ULTIMATUM y Flag-Smasher.

### LMD
Un nuevo Flag-Smasher y una iteración de ULTIMATUM anuncian su presencia en el mundo al celebrar una gala en honor a Tom Herald, un senador conservador de Texas. Colocando bombas de tiempo en Herald y otros seis, Flag-Smasher intenta coaccionar a los dos Capitán América, Steve Rogers y Sam Wilson, para que se unan a él, antes de armar tanto los explosivos como las «bombas de datos» que filtrarán los datos de vigilancia de la NSA, descifrarán los códigos de lanzamiento nuclear de América y borrar las sanciones bancarias electrónicas del país y su Lista de Prohibición de Vuelo. Las bombas digitales y tres de las físicas son desarmadas por Rick Jones, pero Flag-Smasher y sus secuaces escapan después de que Wilson no logra evitar que disparen a Herald.
Luego se revela que el ataque fue orquestado en secreto por Rogers, quien había llegado a creer que él era un agente de Hydra debido a que su historia personal fue reescrita por Kobik. El nuevo Flag-Smasher es de hecho un Life Model Decoy que Erik Selvig había construido para asesinar al senador Herald en nombre de Rogers.

## Poderes y habilidades
El Flag-Smasher es un hombre atlético que es un talentoso combatiente cuerpo a cuerpo con gran habilidad en el arte marcial del shotokan karate-do. También es un brillante estratega terrorista y tiene fluidez en inglés, francés, alemán, ruso, italiano, japonés y esperanto.
El personal de ULTIMATUM le ha proporcionado una serie de armas y otros dispositivos, incluida una pistola lanzallamas, una pistola de gas lacrimógeno, una maza con púas, un escudo, esquís propulsados a chorro utilizados para el vuelo, dispositivos de teletransportación, submarinos y aerodeslizadores propulsados por cohetes.

## Otras versiones

### Spider-Geddon
Spider-Geddon, una secuela de la historia de Spider-Verse, presenta una versión de la Tierra-138 del personaje conocido como Capitán Anarquía. Esta versión luce un atuendo similar al del Capitán América; completo con un escudo irrompible. También está potenciado por un suero superinsurgente. Se le ve por primera vez luchando contra la Ola de Aniquilación cuando aparece Spider-Punk y le pide una cinta. A pesar de la interferencia de un miembro de Annihilation Wave, el Capitán Anarchy puede dárselo justo cuando Kang el Conglomerador aparece en un intento de secuestrar a Spider-Punk. Sin embargo, el Capitán Anarquía puede detener a Kang mientras Spider-Punk se escapa. Cuando Kang es derrotado por Spider-Punk y Hulk, afirma que el Capitán Anarquía no es comercializable y murió viejo, mientras que Hobie murió joven.

## En otros medios
Un grupo anarquista llamado Flag-Smashers aparece en la serie de Disney+ Falcon y el Soldado del Invierno, dirigidos por una versión femenina llamada Karli Morgenthau, interpretada por Erin Kellyman. En la serie, Karli y los Flag-Smashers planean devolver el mundo a la forma en que era durante el Blip, lo que los lleva a un conflicto con Falcon, Soldado del Invierno, John Walker (actuando como el segundo Capitán América) y Lemar Hoskins. Se revela que los Flag-Smashers roban el suero del súper soldado al Mediador de Poder, por lo que son perseguidos por sus secuaces. En una reyerta Karli mata a Battlestar, por lo que U.S. Agent usa el escudo del Capitán América contra Nico, segundo de Karli, golpeándolo hasta matarlo en una escena brutal en plena vía pública y vista por una multitud. 
Después de ver la muerte de su compañero y de la caída de su base, Karli decide hacer entender al gobierno a la fuerza, considerándose ya una criminal y no importándole sacrificar su vida o la de los Flag-Smashers con tal de que su causa sea cumplida. Después de que el Capitán América (Sam Wilson), Bucky Barnes y John Walker acabaran con su plan, ella decide huir; en el camino se encuentra con Sharon Carter, quien revela que la apoyó en sus momentos de debilidad, y que ella es la Mediador de Poder. 
Karli le dice a Sharon que ella sólo quería gobernar y no ayudar, y por ello no siguió apoyándola. Mientras las dos hablan, George Batroc aparece e intenta chantajear a Sharon, pero esta lo mata, recibiendo un disparo de Batroc. Karli toma el arma de Batroc e intenta asesinar a Sharon, pero es detenida por Sam, quien acaba rendido por la fuerza de Karli que está dispuesta a matarlo, hasta que Carter le dispara, matándola. En los brazos de Sam, Karli le pide perdón por todo lo que hizo. El resto de sus compañeros son detenidos y asesinados de camino a La Balsa.